# Vlada Republike Kosovo
Vlada Republike Kosovo (albansko Qeveria e Kosovës, srbsko Влада Косова, latinizirano: Vlada Kosova) izvaja izvršilno oblast v Republiki Kosovo.[a] Sestavljajo jo ministri, vodi pa jo predsednik vlade, ki ga izvoli skupščina Republike Kosovo. Predsednik vlade nato predlaga ministre, ki jih prav tako potrdi skupščina.
Aktualni kosovski premier je Albin Kurti. Njegovo vlado, ki jo je bila ustanovljena 22. marca 2021, sestavljajo Albanci in ministri kosovskih etničnih manjšin, med katerimi so Bošnjaki, Romi, Turki in Srbi. Čeprav so v vladi predstavniki etničnih manjšin, prevladuje albanska večina, ki tako najbolj vpliva na odločanje.

## Trenutna vlada
| Predsednik vlade                                             | Albin Kurti             |  | LVV  | 22. marec 2021 |
| Prvi podpredsednik vlade                                     | Besnik Bislimi          |  | LVV  | 22. marec 2021 |
| Namestnica predsednika vlade in ministrica za zunanje zadeve | Donika Gërvalla-Schwarz |  | Guxo | 22. marec 2021 |
| Namestnica predsednika vlade                                 | Emilija Redžepi         |  | NDS  | 22. marec 2021 |
| Minister za upravo in lokalno upravo                         | Elbert Krasniqi         |  | IRDK | 22. marec 2021 |
| Minister za skupnosti in vrnitev                             | Goran Rakić             |  | SL   | 22. marec 2021 |
| Minister za obrambo                                          | Armend Mehaj            |  | LVV  | 22. marec 2021 |
| Minister za infrastrukturo in okolje                         | Liburn Aliu             |  | LVV  | 22. marec 2021 |
| Ministrstvo za finance, delo in prenose                      | Hekuran Murati          |  | LVV  | 22. marec 2021 |
| Minister za zdravje                                          | Arben Vitia             |  | LVV  | 22. marec 2021 |
| Minister za kulturo, mladino in šport                        | Hajrulla Çeku           |  | LVV  | 22. marec 2021 |
| Pravosodni minister                                          | Albulena Haxhiu         |  | LVV  | 22. marec 2021 |
| Ministrstvo za izobraževanje, znanost in tehnologijo         | Arbërie Nagavci         |  | LVV  | 22. marec 2021 |
| Minister za notranje zadeve in javno upravo                  | Xhelal Sfeçla           |  | LVV  | 22. marec 2021 |
| Minister za gospodarstvo                                     | Artane Rizvanolli       |  | LVV  | 22. marec 2021 |
| Minister za kmetijstvo, gozdarstvo in razvoj podeželja       | Faton Peci              |  | Guxo | 22. marec 2021 |
| Ministrica za trgovino, podjetništvo in industrijo           | Rozeta Hajdari          |  | LVV  | 22. marec 2021 |
| Minister za razvoj podeželja                                 | Fikrim Damka            |  | KDTP | 22. marec 2021 |
| [ 2 ]                                                        |                         |  |      |                |